# (3710) Bogoslovskij
(3710) Bogoslovskij es un asteroide perteneciente al cinturón de asteroides, descubierto el 13 de septiembre de 1978 por Nikolái Stepánovich Chernyj desde el Observatorio Astrofísico de Crimea (República de Crimea).

## Designación y nombre
Designado provisionalmente como 1978 RD6. Fue nombrado Bogoslovskij en honor al cantautor soviético ruso Nikita Vladimirovich Bogoslovskij